# Carlos Dávila (periodista)
Carlos Dávila Pérez de Camino (Madrid, 13 de mayo de 1948) es un periodista español, de prensa escrita, radio y televisión. Ha sido profesor en cursos de verano de El Escorial y de la Universidad Internacional Menéndez Pelayo de Santander.

## Biografía
Es hijo de Ricardo Dávila de Arizcun y de Mª Dolores Pérez de Camino Sáinz. Periodista, se inició como columnista del Diario ABC en la sección de deportes, para pasar a la de cultura y ciencia, especializado en temas médicos; fundó las Páginas Médicas del citado diario. Ya en la sección de crónica política, tuvo ocasión de seguir de cerca algunos de los más importantes acontecimientos de la transición española.
En 1983 pasó como cronista político de Diario 16 y como columnista de la revista Cambio 16. Dirigió la revista médica profesional Consulta Semanal y trabajó en la administración dentro de los servicios de comunicación del Insalud y del Instituto Español de Emigración.
En radio comenzó a colaborar desde 1984 en la tertulia política La espuela, programa emitido primero en la Cadena COPE, luego en Cadena Ibérica y en Radio Intereconomía. En esta última, anunció el 30 de octubre de 2009 que dejaba la tertulia, que había acabado dirigiendo, a la vez que comunicaba su intención de volver a colaborar de una forma esporádica.
Ha trabajado en Radio Nacional de España entre 1996 y 2004.
Su experiencia en televisión se inicia en 1996 con colaboraciones en el programa Los desayunos de TVE. Dos años más tarde tomó el relevo de Isabel San Sebastián al frente del programa de entrevistas de Televisión Española El Tercer Grado, que se mantuvo en pantalla hasta 2004.
Tras su paso por Cada día (2004-2005), presentado por María Teresa Campos en Antena 3 y dirigir En exclusiva (2005) en Canal 9, desde 2007 acudió al espacio de debate de Telemadrid Madrid opina, presentado y dirigido por Ernesto Sáenz de Buruaga.
Durante el 2008 colaboró con el programa de televisión El gato al agua y conduce también desde febrero de 2009 el programa Diálogos al límite, emitidos ambos por Intereconomía TV.
Desde marzo de 2008 es director de publicaciones del Grupo Intereconomía. Incluye la Revista Época, revista política semanal de la que era columnista, el diario digital Lanación.es y la Revista Trámite Parlamentario. 
Desde octubre de 2009 fue director del diario de información general La Gaceta. El 14 de junio de 2012 abandonó la dirección de  La Gaceta en medio de un ERE.
Participa en las tertulias radiofónicas de Federico Jiménez Losantos en EsRadio. Desde febrero de 2016 dirige el espacio El ojo clínico en La 2 de TVE. Es colaborador del programa radiofónico Herrera en COPE dirigido por Carlos Herrera. Desde noviembre de 2017 colabora en el programa La noche en 24 horas en TVE, dirigido por Víctor Arribas.

## Condenas
Su carrera profesional se ha visto salpicada por polémicas en diversas publicaciones por él dirigidas o que le afectan. La más célebre fue la que le enfrentó a Jaime de Marichalar, cuando el periodista era director de la revista Época. Aunque a principios de julio de 2012, fue declarado inocente por el juez.
En 2011, el periódico que dirigía fue condenado a indemnizar con 120 000 euros a seis militantes de UPyD a los que había difamado al acusarles, sin base alguna, de haberse lucrado con su trabajo en dicho partido y de aumentar su patrimonio tras ingresar en él. La dura condena estimaba el hecho de que el periódico negara a los difamados el ejercicio del derecho de rectificación previsto en la ley.
El juzgado número 4 de San Sebastián condenó en junio de 2012 a la revista Época a indemnizar a la exalcaldesa de Lasarte por haber publicado informaciones que atentaban contra su honor, acusándola de malversar fondos de una ONG, con la que no tenía relación alguna, y de haberse comprado con ellos una lujosa mansión en un pueblo de Nicaragua, que en realidad pertenecía al farmacéutico de la localidad. La jueza analizó el carácter insidioso de la redacción del texto en su sentencia.

## Premios recibidos
- Premio Nacional de Periodismo Científico
- Premio Albareda
- Premio Antena de Oro de Radio y Televisión[8]
- Premio de la Asociación Española de Espectadores de Radio y Televisión
- Premio de la Agrupación de Espectadores y Oyentes
- Premio Micrófono de Oro
- Premio "Voces contra el Terrorismo" en su séptima edición (2010)[9]

## Libros
- Sensacionalismo en la información científica.
- Hacia un liberalismo radical.
- De Fraga a Fraga: crónica secreta de Alianza Popular, ISBN 978-84-01-33353-8 (1988), con Luis Herrero.
- Toda una época: crónica de sucesos ignorados, ISBN 978-84-9734-158-5 (2004).
- Los temerarios. Periodismo: Manual de supervivencia (2005).
- La gran revancha: la deformada memoria histórica de Zapatero, ISBN 978-84-8460-607-9 (2006), con Isabel Durán.[10]
- Diálogos al límite: diez españoles que no se rinden, ISBN 978-84-96836-66-2 (2010).[11]
- Diarios de un insurgente: crónicas y sucedidos de la resistencia antisocialista, ISBN 978-84-9970-017-5 (2011).[12]